# Königlich Bayerisches 13. Infanterie-Regiment „Franz Joseph I., Kaiser von Österreich und Apostolischer König von Ungarn“
Das 13. Infanterie-Regiment „Franz Joseph I., Kaiser von Österreich und Apostolischer König von Ungarn“ war ein Verband der 11. Infanterie-Brigade der Bayerischen Armee. Die Friedensstandorte des Regiments waren Ingolstadt und Eichstätt.

## Geschichte

### Aufstellung und Entwicklung
Das Regiment wurde am 10. Juli 1806 gemäß Kabinetts-Ordre vom 31. Mai 1806 als 14. Linien-Infanterie-Regiment in Ingolstadt und Ansbach aufgestellt. Es setzte sich aus zwei kombinierten Kompanien des aufgelösten bayerischen 12. Linien-Infanterie-Regiments, aus Teilen des preußischen Infanterie-Regiments Nr. 56 „Graf Tauentzien“ aus dem Fürstentum Ansbach, aus dem preußischen Husaren-Bataillon „von Bila“ und aus Rekrutierungen aus den Kontingenten von Öttingen und Hohenlohe zusammen. Zum ersten Oberstkommandant (Die Bezeichnung Kommandeur wurde erst 1872 gebräuchlich) wurde am 31. Mai 1806 Vincenz von Pompei ernannt. Das Regiment übernahm die Fahnen des aufgelösten 12. Linien-Infanterie-Regiments. Im September 1806 wurde das Regiment zunächst nach Weißenburg am Sand verlegt, im Oktober 1806 in Ansbach einquartiert. Bis 10. Dezember 1806 wurden 675 Mann im 11. Kantonsbezirk Ansbach ausgehoben. Das Regiment hatte dann am 16. Dezember 1806 eine Stärke von 41 Offizieren, 57 Unteroffizieren, 18 Spielleuten und 1200 Mann, das Depot verfügte über 319 Mann. Es war in zwei Bataillone zu je vier Kompanien gegliedert.

### Feldzug gegen Preußen1806/07
Das Regiment trat zu Beginn des Feldzugs mit 38 Offizieren, 80 Unteroffizieren und 1366 Mann an und war der Brigade „Minucci“, 2. Division „Wrede“ unterstellt. Nach 21-tägigem Marsch erreichte es am 5. Januar 1807 Berlin. Am 11. Januar 1807 übernahm Oberst Franz Kaspar Freiherr von Schlossberg das Kommando über das Regiment und führte es bis 16. Januar nach Küstrin. Im Gefecht bei Wartha am 7. Februar 1807 nahm es 4 preußische Offiziere und 172 Mannschaften gefangen, wobei es selbst „nur“ 2 Mann Verluste hinnehmen musste. Bei der Affaire zu Königswalde am 15. Februar 1807 blieb das Regiment vollkommen unbeschadet. Im Mai 1807 entsandte es eine Grenadier-Kompanie gegen Alt, Zambsk und Psary, wo 2 Mann verwundet wurden. Anfang Mai 1807 hatte es einen sehr hohen Krankenstand, 97 Mann mussten in Spitälern versorgt werden. Mitte 1807 wurde das Regiment der 3. Division des französischen V. Armee-Korps unterstellt und nach Warschau verlegt. Von 30. November bis 26. Dezember 1807 marschierte es von Warschau nach Ansbach zurück, wobei es etwa 400 Kranke in Warschau, Breslau und Leipzig zurücklassen musste. Der Feldzug gegen Preußen kostete dem Regiment einen Gefallenen und 26 Verwundete, von denen elf ihren Verletzungen später erlagen. Ein Offizier und 299 Mann starben an Krankheiten und Erschöpfung. 429 Mann waren desertiert, 92 Mann galten als vermisst.

### Feldzug gegen Tirol1809
Das Regiment war zum Feldzug gegen Tirol der 2. Brigade „Vincenti“ der 3. Division „Deroy“ unterstellt und zählte 44 Offiziere, 1596 Mann und 37 Pferde. Am 16. April 1809 nahm es bei Altdorf 18 österreichische Schützen gefangen, hatte aber selbst 7 Gefallene und 18 Verwundete zu beklagen. Bei der Schlacht von Abensberg waren nur die Schützen des II. Bataillons beteiligt, die keine Verluste zu verzeichnen hatten. Bei Schierling tags darauf noch glimpflich davongekommen (9 Gefallene, 23 Verwundete), hatte das Regiment in der Schlacht bei Eggmühl schwere Verluste hinzunehmen (80 Mann gefallen, 8 Offiziere und 126 Mann verwundet). Bis zum 1. Mai wurden die Ausfälle wieder ersetzt, die Regimentsstärke wurde zu diesem Zeitpunkt mit 43 Offizieren und 1572 Mann angegeben; das Depot umfasste 8 Offiziere und 677 Mann. Beim Grenzübertritt am 4. Mai 1809 bei Sachrang gab es beim I. Bataillon 6 Verwundete. Tags darauf verlor das II. Bataillon bei Unken und am Kniepass 3 Gefallene und 7 Verwundete. Beim Gefecht um den Lofer-Pass am 11. Mai fielen vom II. Bataillon 1 Mann; ein Offizier und 5 Mann wurden verwundet. Bis 13. Mai gelang es, bei 14 eigenen Verwundeten 3 österreichische Offiziere und 16 Mann bei Wörgl gefangen zu nehmen. Am 12. Mai 1809 focht währenddessen das I. Bataillon beim Kaiserturm, wo es 4 Gefallene und 36 Verwundete hinnehmen musste. Das I. Bataillon meldete nach den Kämpfen bei Schlitters (16. Mai) und Matrei (25. Mai) insgesamt 2 Gefallene und 18 Verwundete. Bei der Affaire bei Volders und Hall am 29. Mai 1809 setzte das Regiment nur 2 Kompanien ein, die jedoch 18 Gefallene und 30 Verwundete hinnehmen mussten. Das I. Bataillon kämpfte am selben Tag am Schlacht am Bergisel und verlor dabei 9 Gefallene und 29 Verwundete. Am 31. Mai 1809 musste es bei Schwaz und Trazberg 7 Gefallene und 15 Verwundete hinnehmen. Die vom 11. bis 13. August 1809 dauernde Schlacht am Bergisel kostete dem Regiment 18 Gefallene und 24 Verwundete. Die am 18. September 1809 bei Bludenz eingesetzte Depot-Kompanie schlug sich lobenswert und kam mit 3 Gefallenen und 12 Verwundeten davon. Am 3. Oktober 1809 hatte das Regiment einen schweren Gefechtstag bei Hallein, wo es fünf Mann als Gefallene und 14 Mann als Verwundete zu ertragen hatte, allerdings zählte es auf den Schlachtfeld allein 195 tote Österreicher. Mit der Affaire bei Obergallzein waren nochmals drei Gefallene und sechs Verwundete zu beklagen.

### Feldzug gegen Russland 1811/13
Am 29. April 1811 wurde das Regiment in 13. Linien-Infanterie-Regiment umbenannt. Am 14. Mai 1811 marschierte es nach Danzig in Stärke 40 Offiziere, 96 Unteroffiziere, 26 Spielleute, 1440 Mann und elf Pferden; eine Artillerie-Kompanie war ihm unterstellt. In Danzig wurde es der französischen 1. Brigade (Brigade-General Ricard) der 7. Division unter Divisions-General Grandjean/dem X. Korps Marschall Macdonald unterstellt. Ab Mai 1811 war die Stadt Danzig die Garnison des Regiments. Bis 1. Februar 1812 waren bereits 57 Mann an Krankheiten verstorben. Am 31. März 1812 traf Ersatz von einem Offizier, 2 Unteroffizieren und 80 Mann ein. Vom 10. April 1812 marschierte das Regiment von Heiligenbeil über Bauske und Jakobstadt nach Dünaburg, das am 6. August erreicht wurde. Inzwischen wurde Oberst Karl Fritsch am 22. April 1812 das Kommando über das Regiment übernommen. Am 18. Juli 1812 nahm es nochmals Ersatz von 2 Offizieren und 148 Mann (davon 31 erkrankt). Am 30. Juli 1812 wurde Kajetan Karl Graf von Butler-Clonebough genannt Haimhausen zum Oberstkommandanten ernannt. Am 8. Oktober 1812 nahm es nochmals 3 Offiziere und 252 Mann (davon 59 erkrankt) auf. Am 13. November lieferte sich das I. Bataillon bei Kreuzburg ein Vorpostengefecht, wobei ein Offizier, drei Unteroffiziere und 18 Mann in Gefangenschaft gerieten. Das II. Bataillon focht von 15. bis 17. November 1812 bei Friedrichstadt, wo es einen Gefallenen und 24 Verwundete zu beklagen hatte. Ein Offizier und 51 Mann wurden gefangen genommen, das Regiment selbst führte acht russische Offiziere und 300 Mann in Gefangenschaft. Danach trat das Regiment mit 36 Offizieren, 98 Unteroffizieren und 1191 Mannschaften den Rückzug nach Danzig an. In Tilsit musste es am 26. Dezember 1812 225 Kranke zurücklassen. Bei Löwenthal gerieten am 1. Januar 1813 100 Mann in Gefangenschaft. In den nächsten Tagen sind bei kleinen Scharmützeln immer wieder einige Mann gefallen oder wurden verwundet. Als es am 17. Januar 1813 in Danzig eintraf, fehlten zwölf Tote und 114 Vermisste, zudem hatte es 82 Verwundete und 443 Kranke zu versorgen. Kurz nach der Ankunft wurde das Regiment in Danzig eingeschlossen. Durch eine seuchenartige Krankheit erkrankten täglich ca. 40 bis 50 Mann, so dass im Februar nur noch 250 Unteroffiziere und Mannschaften diensttauglich waren. Durch Kampfhandlungen im Februar 1813 fielen zwei Offiziere und fünf Mann, 64 Mann wurden verwundet, neun Mann gerieten in Gefangenschaft. Das Regiment selbst erbeutete eine Kanone, nahm 400 Sachsen und vier russische Offiziere sowie 300 Mann gefangen. Am 10. März 1813 trat das Reserve-Bataillon in Stärke vier Kompanien zu je 137 Mann zusammen mit zwei Bataillonen des 3. Infanterie-Regiments zum 1. kombinierten Regiment der 1. Brigade „Graf Beckers“ bei der Division „Raglovich“. Am 21. Mai 1813 nahm das Bataillon in Stärke 607 Mann und zwei Pferden an der Schlacht bei Bautzen teil, wo es mit „nur“ mit zehn Gefallenen und 26 Verwundeten davonkam. Am 28. Mai 1813 focht es bei Hoyerswerda, ohne einen Mann zu verlieren. Am 4. Juni 1813 lag das Reserve-Bataillon bei Luckau und wurde von Krankheiten heimgesucht. Am 26. Juli waren nur noch zwölf Offiziere und 371 Mann einsatzbereit. Am 23. August 1813 nahm es an der Schlacht bei Großbeeren teil, wo lediglich geringe Verluste bekannt wurden. Am 24. August 1813 trat ein Waffenstillstand in Kraft, da hatte das Regiment noch eine Gefechtsstärke von 40 Offizieren und 396 Mann, die Artillerie-Kompanie verfügte noch über einen Offizier, 16 Mann und zwei Kanonen. Am 24. September 1813 wurde das Reserve-Bataillon als Besatzungstruppe nach Dresden verlegt, aus dem es sich Mitte Oktober wieder zurückzog. Am 19. Oktober 1813 traf das Bataillon in Torgau ein, wo es am 22. Oktober 1813 mit 130 Mann zu den alliierten Streitkräften übertrat. Bis zum Abmarsch am 12. Dezember 1813 verlor das Regiment hauptsächlich durch jene Seuche fast 490 Mann.
Zum 18. Februar 1814 wurde das Reserve-Bataillon wieder auf 819 Mann aufgefrischt. Ab Februar 1814 war das Regiment geschlossen in Bayreuth untergebracht. Am 10. Juli 1814 gab es seine zwei Grenadier-Kompanien ab; 26 Mann wurden an das Grenadier-Garde-Regiment, 36 Mann an das 1. Infanterie-Regiment sowie 42 Mann an das 3. Infanterie-Regiment abgegeben.

### Feldzug gegen Frankreich1815
Zu Beginn des Krieges wurde das Regiment der 2. Brigade „Graf Butler“ der 4. Division unter Generallieutenant Freiherr von Zoller unterstellt. Am 6. April 1815 marschierte es von Bayreuth mit 1685 Mann über Crailsheim und Mannheim nach Altheim, das am 23. Juni 1815 erreicht wurde. Von dort detachierte es tags darauf 3 Kompanien zur Belagerung von Bitsch. Am 8. Juli 1815 gelang es ihm, bei Château-Thierry 13 französische Geschütze und erhebliche Munitionsvorräte zu erbeuten. Nachdem am 26. Juli 1815 das XV. National-Feld-Bataillon Bayreuth sowie das I. und III. Bataillon der Mobilen Legion des Mainkreises als IV. und V. Rahmen-Bataillon aufgenommen wurde, nahm es 39 Offiziere auf. Die Mannschaften wurden beurlaubt, lediglich ein Unteroffizier und ein Fourier je Kompanie waren anwesend. Ab August als Besatzung im Raum Remiremont, St. Etienne, Dommartin u. a. eingesetzt hatte es am 18. Oktober 1815 100 Rekruten an das 6. Infanterie-Regiment abzugeben nahm als Ausgleich am 19. Oktober Ersatz von 1 Offizier und 55 Mann sowie 22 Mann des 15. National-Feld-Bataillon auf. Am 8. November 1815 brach es zum Rückmarsch nach Bayreuth auf, das es am 6. Dezember 1815 erreichte.

### ZwischenRestaurationundRevolution 1848/49
Ab dem 22. Januar 1816 wurde ein Zug in Stärke ein Offizier/40 Mann im Wechsel auf die Festung Rosenberg abkommandiert. Am 26. Juni 1817 wurde das III. Reserve-Bataillon aufgelöst; das IV. und V. wurden zum jeweils III. und IV. Rahmen-Bataillon umgewandelt. Von 18. Oktober 1817 bis 5. April 1821 hatte das Regiment ein Bewachungskommando von 1 Offizier und 60 Mann zur Zwangsarbeitsanstalt zu Plassenberg im 2-monatlichen Wechsel abzustellen. Nach dem Tod des Obersten Fritsch am 11. Februar 1822 führte Freiherr von Seyfferitz das Regiment, bis am 1. Juni 1822 Karl von Bach zum Oberstkommandanten ernannt wurde. Am selben Tag wurden die Rahmen-Bataillone aufgelöst. Am 13. Januar 1823 wurden 80 Mann über Soll an das 5. Infanterie-Regiment abgegeben. Im Jahre 1825 stellte es wieder Kommandos nach Plassenburg ab. In den Kompanien betrug in dieser Phase die Tagesstärke jeweils etwa 15 Mann. Am 15. März 1830 wurden 405 Rekruten eingezogen, das Regiment selbst hatte zu diesem Zeitpunkt eine Verpflegungsstärke von 231 Mann. Vom 8. Oktober bis 26. Dezember 1831 bildete es den Cholera-Kordon zwischen Neuhausen und Kronach. Vom 25. Januar bis 1. März 1832 setzte das Regiment ein Kommando von 4 Offizieren, 14 Unteroffizieren und 300 Mann zur Unterstützung der Gendarmerie in Oberfranken in Marsch. Am 12. Oktober 1832 stellte es ein Kommando von 60 Mann nach Plassenberg und von 60 Mann für die Festung Rosenberg ab. Vom 29. Oktober 1832 bis 31. Januar 1834 stellte es 88 Mann zur Verstärkung der Zollschutzwache an der Grenze zu Coburg und Meiningen. Von 1832 bis 1835 nahmen 18 Mann als Freiwillige an der Griechenland-Expedition teil. Am 28. Oktober 1835 wurde Generallieutenant Graf von Seyssel d’Aix zum Inhaber des Regiments ernannt, das zugleich in Infanterie-Regiment „Seyssel“ umbenannt wurde. Am 13. Januar 1837 wurde Generalmajor Friedrich Freiherr von Hertling zum Inhaber des Regiments ernannt. Ab 28. Februar 1837 führte es nunmehr die Bezeichnung Infanterie-Regiment „Friedrich Herling“. Am 21. Februar 1841 wurde entschieden, dass die Bataillone die neuen Fahnen Modell 41 erhalten sollen, wenn die alten Fahnen unbrauchbar oder verschlissen waren. Das II. Bataillon tauschte 1854 seine alte Fahne, das I. Bataillon behielt das alte Feldzeichen bis 1916. Am 3. März 1845 stellte das Regiment ein Kommando von 1 Offizier, 4 Unteroffiziere, 2 Tambours und 50 Mannschaften zur Bekämpfung eines Aufstandes nach Naila ab, das am 15. März 1845 wieder ohne Verluste zurückkehrte. Am 31. Oktober 1845 wurde Christian Freiherr von Großschedel zum Oberstkommandant ernannt.

### Revolution von 1848/49,Reichskrieg gegen Dänemark1849 bis zumDeutschen Krieg1866
Am 14. März 1848 wurden alle beurlaubten Soldaten einberufen. Zur Niederschlagung von Aufständen sowie zur Wahrnehmung von Polizeiaufgaben bei Holzfrevel und Plünderung von Schlössern wurden insgesamt 1017 Mann im Einsatz. Größere Kommandos wurden nach Kulmbach (86 Mann), Stadtsteinach (87 Mann), Schwarzenbach (148 Mann) und Kronach (170 Mann) detachiert. Am 21. April 1848 wurde das III. Bataillon mit einer Schützen- und fünf Füsilier-Kompanien aufgestellt. Am 2. Mai 1848 wurde die 6. Kompanie nach Schmeilsdorf abkommandiert, der Rest des II. Bataillons verlegte in das besonders unruhige Kulmbach. Am 29. Mai 1848 entsandte es 51 Mann zur Entwaffnung der Bauern bei Wildenroth und Tambach. Am 4. Juni sorgten 111 Mann des Regiments bei Eschen für Ruhe und Ordnung. Am 6. Juni 1848 erhielten die Fahnen Bänder in den Farben Schwarz-Rot-Gold, die am 19. April 1851 wieder abgeschafft wurden. Von 26. Juni bis 4. August 1848 verstärkte das Regiment die Garnison Nürnberg und war an der Unterdrückung der in Unruhen in Schwabach und Cadolzburg beteiligt. Am 26. August 1848 erhielt es die Bezeichnung 13. Infanterie-Regiment „Hertling“. Von 2. bis 20. Oktober 1848 wurde ein Kontingent aus dem I. Bataillon des Regiments und dem II. Bataillons des 10. Infanterie-Regiments unter der Führung von Oberst Freiherr von Großschedel nach Hildburghausen und Meiningen entsandt, um die sächsischen Truppen bei Niederschlagung der dortigen Unruhen zu unterstützen. Von 13. November bis 15. Dezember 1848 wurde nochmals ein Kommando von 1 Offizier, 4 Unteroffiziere und 62 Mann nach Sandreuth zum Forstschutz und zur Entwaffnung aufständischer Bauern entsandt. Von 3. bis 22. März 1849 verlegte wiederum ein Kommando in Stärke 2 Offiziere, 6 Unteroffiziere und 54 Mann nach Burkersdorf, um die dortigen Forstbestände zu schützen.
Am 21. März 1849 stellte das Regiment das II. Bataillon in Stärke 24 Offiziere, 2 Unterärzte, 78 Unteroffiziere, 17 Spielleute, 1 Tambour und 835 Mann für den Reichskrieg gegen Dänemark ab. Beim Gefecht auf den Düppeler Schanzen war das Bataillon als Reserve und zur Artillerie-Bedeckung eingeteilt. Es gab hierbei keine Verluste zu vermelden. Mit Ausnahme von einem unbedeutenden Scharmützel mit 2 dänischen Kanonenbooten am 4. Mai 1849 (2 Verwundete) blieb es von Verlusten während des Krieges verschont. Im Mai 1849 befand sich das II. Bataillon zunächst in Kolding und Umgebung, dann war es bei Veile zur Küstensicherung und Beitreibung eingesetzt, wo es 3 Gefangene aufbrachte. Es blieb bis Juli 1849 im Norden.
Mit dem 17. Mai 1849 wurde Oberst Friedrich Hoffmann das Kommando über das Regiment übertragen. Am 30. Mai 1849 wurde das I. Bataillon in die Pfalz, das III. Bataillon am 4. Juni 1849 zum fränkischen Observationskorps nach Franken verlegt. Ab Juni 1849 war das I. Bataillon bis 1851 in Landau in der Pfalz einquartiert.
Mit dem Tod des Inhabers Freiherr von Hertling am 4. August 1850 erfolgte tags darauf die Umbenennung in 13. Infanterie-Regiment „vacant Hertling“. Am 25. August 1850 wurde die 11. Kompanie, ab 22. Oktober zusätzlich die 14. Kompanie nach Rosenberg abkommandiert. Im Jahre 1851 befand sich das Regiment wieder geschlossen in Bayreuth. Mit dem 15. Mai 1851 wurde Kaiser Franz Joseph I. von Österreich und Apostolischer König von Ungarn zum Inhaber des Regiments ernannt, das ab demselben Tag die Bezeichnung 13. Infanterie-Regiment „Kaiser Franz Joseph I. von Österreich“ führte. Am 1. Oktober 1851 wurden die 5., 10. und 15. Kompanie aufgelöst, die Tagesdienststärken der Kompanien sanken in dem Zeitraum auf je 20–30 Mann. Mit dem 15. November 1856 wurde die 3. Schützen-Kompanie aufgelöst. Im Jahre 1857 befand sich das I. Bataillon in Frankfurt am Main und kehrte 1858 wieder zur Garnison in Bayreuth zurück. 1859 wurde das II. Bataillon nach Landau versetzt. Am 24. April 1859 wurden 3 Füsilierkompanien neu errichtet und die 3. Schützen-Kompanie wieder aufgestellt. Im Jahre 1860 wurde das II. Bataillon von Landau nach Germersheim verlegt. 1861 kehrte es nach Bayreuth zurück, das II. Bataillon wurde nun in Germersheim verwendet. Am 12. Mai 1863 wurden die 3 Füsilier-Kompanien in Schützen-Kompanien umgegliedert. Am 20. Mai 1863 wurde Eduard Freiherr Reichlin von Meldegg zum Oberstkommandanten ernannt. Im Jahre 1864 wurde das III. Bataillon von Germersheim nach Landau verlegt.

### Krieg gegen Preußen1866
Das Regiment stellte das I. und II. Feld-Bataillon zu gesamt 6 Kompanien mit je 140 Mann ab, die der 7. Brigade/4. Division unter Generallieutenant Hartmann unterstellt wurden. Das III. Bataillon wurde der Reserve-Brigade unterstellt. Das IV. Bataillon befand sich als Depot-Bataillon in Hof, das nach dem Waffenstillstand wieder aufgelöst wurde. Beim Gefecht bei Roßdorf am 4. Juli 1866 fiel 1 Offizier sowie 1 Unteroffizier und 7 Mann wurden verwundet. Größere Verluste hatte das Regiment bei Roßbrunn am 25. Juli 1866, wo 2 Offiziere, 1 Unteroffizier und 6 Mann fielen, 2 Offiziere, 5 Unteroffiziere und 48 Mann verwundet wurden sowie 2 Offiziere, 3 Unteroffiziere und 50 Mann als vermisst galten. Vom III. Bataillon fiel 1 Offizier.
Das Regiment zog 1866 nach Ingolstadt um, das III. Bataillon verblieb noch in Germersheim. Im Jahre 1867 war das I. Bataillon in Zweibrücken mit einem Detachement in Kaiserslautern stationiert, die 2. Kompanie befand sich in Wülzburg. Am 10. Mai 1868 wurden die Schützen-Kompanien aufgelöst, das Regiment war nun in 3 Bataillone zu je 4 Kompanien gegliedert. Ab 1869 war das Regiment geschlossen in seinem Friedensstandort Ingolstadt untergebracht. Am 1. Februar 1870 wurde Ludwig von Ysenburg-Philippseich zum Oberstkommandanten ernannt.

### Krieg gegen Frankreich1870/71
Das Regiment trat zu Beginn des Krieges mit 68 Offizieren, 2736 Unteroffizieren und Mannschaften, 73 Pferden sowie 13 Wagen an. Es war der 4. Brigade der 4. Division unterstellt. Beim Gefecht bei Beaumont am 30. August 1870 erbeutete es 3 Geschütze. Am 1. September 1870 fielen während der Schlacht bei Sedan 1 Offizier und 40 Mann, 5 Offiziere, 5 Unteroffiziere und 127 Mann wurden verwundet sowie 53 Mann wurden vermisst. Beim ersten Gefecht um Orléans am 10. Oktober 1870 war es an der Eroberung der Stadt maßgeblich beteiligt und nahm 160 Franzosen gefangen. Das Regiment selbst hat dabei 29 Gefallene, 91 Verwundete und 20 Vermisste zu beklagen. 1 Offizier erlag kurz darauf seinen Verletzungen. Im Gefecht bei Marchenoir am 7. November 1870 blieben 10 Mann im Feld, 55 Mann wurden verwundet und vom III. Bataillon wurden 1 Offizier und 60 Mann vermisst. Am 9. November 1870 focht das Regiment bei Coulmiers, wo der Oberstkommandant Oberst Ludwig Graf von Ysenburg für sein tapferes Verhalten während des Gefechts mit dem Ritterkreuz des Militär-Max-Joseph-Ordens belohnt wurde. Das Regiment selbst hatte an Gefallenen 1 Offizier und 14 Mann, an Verwundeten 5 Offiziere, 6 Unteroffiziere und 50 Mann hinzunehmen. Besonders bitter war, dass 1 Offizier und 55 Mann sowie alle Verwundeten des II. und III. Bataillons in französische Gefangenschaft gerieten. In der Schlacht bei Loigny und Poupry fielen am 2. Dezember 1870 3 Lieutenants, 4 Unteroffiziere und 16 Mann, 5 Offiziere und 95 Mann wurden verwundet und 13 Mann vermisst. Bei Wiedereinnahme von Orléans am 4. Dezember 1870 hatte das Regiment „nur“ 3 Tote und beim I. Bataillon 24 Verwundete zu beklagen. In den Kämpfen bei Beaugency vom 8. bis 10. Dezember 1870 hatte es schwere Verluste zu vermelden. Es fielen auf dem Schlachtfeld drei Offiziere, drei Unteroffiziere und 47 Mann. zwölf Offiziere wurden verwundet, sechs von ihnen so schwer, dass sie kurze Zeit später ihren Verletzungen erlagen; darüber hinaus wurden drei Offizieraspiranten, 24 Unteroffiziere und 212 Mann verwundet. 80 Mann galten als vermisst. Am 18. Januar 1871 nahm 1 Stabsoffizier mit drei Unteroffizieren und der Fahne des I. Bataillons an der Kaiserproklamation in Versailles teil. Von Januar bis März 1871 war das Regiment im Belagerungsring um Paris eingesetzt. Nach Friedensschluss blieben das I. und III. Bataillon noch als Besatzung in Frankreich zunächst bei Nogent – Fontenay – Cotterets. Das I. Bataillon verlegt im September 1871 nach Soissons, das III. nach Laon, dann im Oktober ebenfalls nach Soissons. Kurz darauf wurden die beiden Bataillone in die Festung Longwy einquartiert, wo sie bis 5. August 1873 blieben.
1880 bezog das Regiment in Ingolstadt die neu errichtete Friedenskaserne. Am 1. April 1881 wurde die 3. Kompanie zum 18. Infanterie-Regiment abgegeben. Mit dem 1. Oktober 1893 wurde das IV. Halb-Bataillon mit der 13. und 14. Kompanie aufgestellt, wobei diese bereits am 1. April 1897 als 7. und 8. Kompanie beim neu aufgestellten 20. Infanterie-Regiment in Kempten eingegliedert wurden. Im Jahre 1906 feierte das Regiment sein hundertjähriges Bestehen. Am 1. Oktober 1913 wurde die 1. Maschinengewehr-Kompanie aufgestellt. Am 23. Oktober 1913 wurde Oberst Jakob Schulz zum Kommandeur des Regiments ernannt.

### Erster Weltkrieg

#### 1914

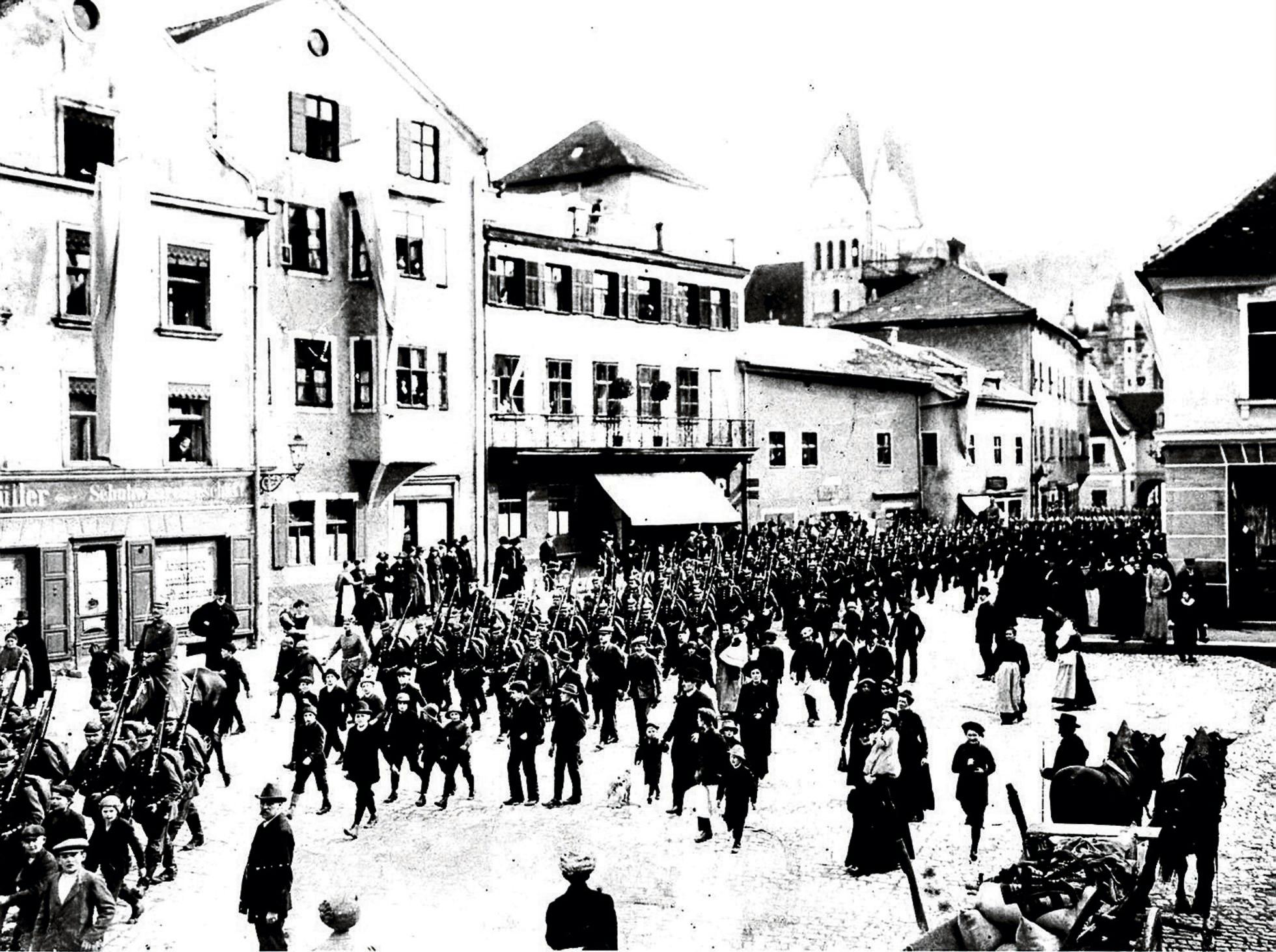
Eichstätt – 2. August 1914 – Das 3. Bataillon beim Marsch durch die Stadt

Am 2. August 1914 trat das Regiment in Stärke 51 Offiziere, vier Sanitäts-Offiziere, ein Beamter, 1802 Mann und 190 Pferde an und war der 11. Infanterie-Brigade der 6. Infanterie-Division unterstellt. Im Rahmen der 11. gemischten Infanterie-Brigade verlegte es schon frühzeitig als Vorausverband an die deutsch-französische Grenze zwischen Metz und Delme, um den Aufmarsch der deutschen Truppen zu sichern. Nach dem taktischen Rückzug am 16. August 1914 bis zur Deutschen Nied bei Falkenberg wurde das Regiment bis zum 20. August auf 70 Offiziere sowie 2866 Mann aufgestockt und übernahm 6 schwere Maschinengewehre sowie 3 Minenwerfer. Bei der Schlacht von Lothringen am 20. August trat das Regiment von Tragny aus gegen Teile der französischen 68. Reserve-Division an und nahm bis zum 21. August früh Delme. Am 22. August 1914 erreichte es die Seille. Am 24. August kämpfte sich das Regiment bis in die Gegend nördlich Maixe vor, wurde dann von Teilen des französischen IX. und XX. Armeekorps zum Stehen gebracht. Das Regiment konnte 4 französische Offiziers und 108 Mann gefangen nehmen und 300 Beutewaffen vernichten, doch die eigenen Verluste waren beträchtlich: drei Offiziere und 27 Mann waren gefallen, zehn Offiziere und 284 wurden verwundet sowie vier Offiziere und 678 Mann galten als vermisst, wovon ein großer Teil wieder zur Truppe zurückfand. Am 11. September 1914 wurde das Regiment im Rahmen des III. Armee-Korps aus der Front herausgezogen und in einen Aufmarschraum westlich Metz verlegt. Am 19. September 1914 nahm das Regiment im Rahmen der 6. Infanterie-Division durch beherzten Vorstoß die Steilränder der Maashöhen beiderseits Vigneulles. Bis 22. September 1914 stieß das Regiment weitere 10 km in Richtung St. Mihiel vor und stand bereits vor Spada, als ein französischer Gegenstoß in die rechte Flanke der 11. Infanterie-Brigade am selben Tag noch pariert werden musste. Bis 25. September 1914 konnte das Regiment noch einige Fortschritte in Richtung Chauvoncourt erzwingen. Von 13. bis 25.9. fielen 3 Offiziere und 78 Mann, 17 Offiziere und 389 Mann wurden verwundet und 154 Mann wurden vermisst. Nach der Aufnahme von Ersatz betrug die Stärke des Regiments am 29. September 1914 56 Offiziere, 5 Offizierstellvertreter, 3 Ärzte, 3029 Unteroffiziere u. Mannschaften. Das Regiment hielt an der linken Flanke der 11. Infanterie-Brigade Chauvoncourt die Stellung und Verbindung mit dem linken Nachbarn (6. Infanterie-Regiment).

#### 1915
Am 9. Januar 1915 gab das Regiment seine Fahnen über die 6. Division an die Zeughausverwaltung ab. Es hatte seine Stellungen im Ailly-Wald bei St. Mihiel umfangreich ausgebaut und konnte sie ohne große Verluste halten.

#### 1916
Am 29. Mai 1916 wurde Oberst Ernst Lettenmayer zum Regimentskommandeur ernannt. Am 13. Juni 1916 wurde das Regiment aus dem Verband der 6. Infanterie-Division herausgelöst und dem Alpenkorps für den Angriff auf die innere Fortlinie um Verdun unterstellt. Zu Beginn des Angriffs am 23. Juni 1916 zunächst noch in zweiter Linie verwendet kämpfte sich am 11. Juli 1916 das Regiment im Rahmen des Alpenkorps zusammen mit dem preußischen Jäger-Regiment 3 und Infanterie-Regiment 140 bis kurz vor das Fort Souville vor. Da die links vom Alpenkorps eingesetzte preußische 103. Infanterie-Division nicht wirksam vorwärtskam, wurden die vor Souville stehende Verbände durch französische Artillerie in Kreuzfeuer genommen und mussten wegen schwerer Verluste den Angriff abbrechen. Am 20. Juli 1916 lag das Regiment südlich Fleury in Stellung. Während der Ablösung des Alpenkorps durch die 6. Infanterie-Division konnte sich das durch die vorherigen Gefechte stark abgekämpfte Regiment gegen die am 2. und 3. August mit stärkster Artillerieunterstützung vorgetragenen französischen Angriffe nicht halten und musste das schwer umkämpfte, völlig zerstörte Fleury dem Feind überlassen. Zusammen mit dem 6. Infanterie-Regiment führten Teile des Regiments am 4. August 1916 einen Gegenangriff durch, der die Franzosen wieder zurückdrängte, und bis an den Ortsrand von Fleury vorgeschoben werden konnte. Nachdem das 1. Jäger-Regiment Fleury wieder genommen hatte, wurde die schwer getroffene 6. Infanterie-Division aus der Front herausgelöst. Vom 13. Juni bis 8. August 1916 hatte das Regiment vor Verdun an Gefallenen 7 Offiziere und 266 Mann, an Verwundeten 14 Offiziere und 1129 Mann sowie an Vermissten 7 Offiziere und 619 Mann zu beklagen. Am 16. September 1916 rückte das Regiment im Rahmen der 6. Infanterie-Division tief gegliedert in den Frontabschnitt nördlich Flers ein. Das II. Bataillon vorn, das I. Bataillon rechts in zweiter Linie an der Nahtstelle zur 6. Reserve-Division sowie das III. Bataillon links zur Nahtstelle zur preußischen 52. Reserve-Division. Am 25. September 1916 brachte der britische Großangriff noch keine tiefen Einbrüche. Am folgenden Tag wurden die Reste des Regiments durch einen mit Tanks unterstützten Angriff der britischen Truppen in die Auffanglinie Ligny-Thilloy – Le Transloy gedrückt. Mit Hilfe der preußischen 7. Reserve-Division konnte der britische Vormarsch vor der genannten Auffanglinie zum Stehen gebracht werden. Die Reste des Regiments wurden am 30. September 1916 aus der Front herausgelöst. Vom 16. bis 30. September verlor das Regiment im Zuge dieser Somme-Schlacht durch Verschüttungen, durch Gas und allgemeine Erschöpfung 185 Gefallene, 521 Verwundete und 186 Vermisste. Lediglich 8 Offz und 12 Offizieraspiranten wurden als Ersatz für die ausgefallenen Führer gestellt. Im Herbst 1916 wurden die 2. und 3. Maschinengewehr-Kompanie aufgestellt.

#### 1917
Im Jahre 1917 wurde dem Regiment eine Minenwerfer-Abteilung zugeteilt. Am 6. März 1917 wurde Oberst Maximilian Helbling zum Regimentskommandeur ernannt. Am 12. Mai 1917 löste das Regiment im Rahmen der 6. Infanterie-Division die ausgeblutete 5. Infanterie-Division ab, die am 8. Mai den Briten die Ortschaft Fresnoy wieder abgejagt hatte. Bereits am 18. Mai 1917 gab Oberst Helbling das Kommando an Major Heinrich Orff ab. Am 25. Mai 1917 wurde Major Moritz Mark zum Regimentskommandeur ernannt. Am 26. September 1917 bezog das Regiment im Rahmen der 6. Infanterie-Division in der Mitte vorn nordostwärts von Langemarck Stellung. Am 1. Oktober 1917 ist das Regiment wieder auf 73 Offiziere sowie 2860 Unteroffiziere und Mannschaften aufgefüllt. Am 4. Oktober 1917 stießen die Briten im Regimentsabschnitt durch die eigenen Linien, wurden jedoch von der Divisions-Reserve, zu der das II. Bataillon des Regiments gehörte, zurückgeschlagen. Der linke Flügel der Front musste jedoch wegen eines Vorstoßes der Briten beim linken Nachbarn (10. Infanterie-Regiment) bis Poelkappelle etwa 1 km zurückgenommen werden. Ansonsten kann sich das Regiment halten. Besonders heftig sind die Kampftage des Regiments um den Bahnhof Poelkappelle. Am 9. Oktober wurde das Regiment durch einen Verband der preußischen 227. Infanterie-Division abgelöst. Am 11. Oktober 1917 zählte es noch 59 Offiziere und 2342 Mann. In nur vierzehn Tagen büßte es an Gefallenen zwei Offiziere und 62 Mann, an Verwundeten neun Offiziere und 326 Mann sowie an Vermissten drei Offiziere und 167 Mann ein.

#### 1918
Zu Beginn des Jahres wurde das Regiment im Rahmen der 6. Infanterie-Division in zweiter Linie südlich Lille zusammengezogen. Aufgrund des tief gestaffelten zähen Widerstands der britischen Truppen wurde das Regiment schon am 21. März 1918 bei Ecoust St. Mein in die erste Linie geschoben. Am 23. und 24. März 1918 kämpfte es sich unter verlustreichen Kämpfen auf die Linie Boyelles – Boiry Bécquerelle vor, musste danach den Angriff einstellen. Von 19. Januar bis 31. März fielen 4 Offiziere und 123 Mann, 13 Offiziere und 526 Mann wurden verwundet und 148 galten als vermisst. Am 16. August 1918 wurde das Regiment zwischen Beauvraignes und Fresnières eingesetzt und wies die französischen Angriffe blutig ab. Am 19. August 1918 zählte das Regiment insgesamt noch 1158 Mann. Am 6. September 1918 wurde Major Karl von Grundherr zu Altenthan und Weyherhaus zum Regimentskommandeur ernannt. Im September 1918 wurde eine Minenwerfer-Kompanie etatisiert, jedoch nicht mehr körperlich errichtet. Kämpfend ausweichend gelangte das Regiment im Rahmen der 6. Infanterie-Division bis nordwestlich der Ortschaft Urvillers, das am 29. September gegen die Angriffe der Alliierten gehalten wurde. Nach einem Einbruch beim linken Nachbarn verlegte es am 1. Oktober 1918 seine Stellungen westlich Itancourt. Am 10. Oktober 1918 wurde es in die Hermann-Stellung zwischen Bernoville und Trémont zurückgenommen. Die Versuche des Feindes, am 17. und 18. Oktober beim Regiment zum Erfolg zu kommen, wurden an beiden Tagen vereitelt. Wegen einer drohenden Überflügelung beim rechten Nachbarn wurde es am 19. Oktober 1918 auf Stellungen ostwärts des Sambre-Oise-Kanals verlegt. Am 27. Oktober 1918 lag das Regiment am Ostufer der Oise nördlich Guise, wo es am 4. November 1918 nochmals einen feindlichen Angriff abwies. Am selben Tag löste sich das Regiment von Feind und zog sich in die Antwerpen-Maas-Stellung zurück. Am 9. November 1918 erreichte es das 50 km weiter nordostwärts gelegene Beaumont. Bei Maubeuge erfuhren die Reste des Regiments am 11. November 1918, dass Waffenruhe angeordnet worden war.
Ritterkreuzträger des Militär-Max-Joseph-Ordens:
- Major Anton Ritter von Dümlein am 10. Mai 1915 (gefallen am 11. April 1918)

Das Regiment hatte während des Ersten Weltkrieges Verluste an:
- Gefallenen: 41 Offiziere, drei Ärzte sowie 292 Unteroffiziere und 1811 Mann;
- Verwundeten: 97 Offiziere, zwei Ärzte sowie 660 Unteroffiziere und 4850 Mann;
- Vermissten: fünf Offiziere, 52 Unteroffiziere und 4890 Mann.

zehn Offiziere, 47 Unteroffiziere und 368 Mann gerieten in Gefangenschaft.
- Präsentiermarsch: Bayerischer Präsentiermarsch. Fahnenmarsch von 1822/23
- Parademarsch: Radetzky-Marsch von Johann Strauß (Vater), opus 228 vom 29. September 1848, arrangiert von Wilhelm Christoph

### Verbleib
Nach dem Waffenstillstand von Compiègne marschierten die Reste des Regiments über Bonn nach Siegen und traf dann in der Garnison Ingolstadt ein. Dort wurde es ab 20. Dezember 1918 zunächst demobilisiert und schließlich am 30. April 1919 aufgelöst. Aus Teilen bildete sich im März 1919 das Volkswehr-Bataillon Opel, das dann zum 1. Juli 1919 als III. Bataillon in das Reichswehr-Infanterie-Regiment 48 aufging.
Die Tradition übernahm in der Reichswehr die 7. Kompanie des 20. (Bayerisches) Infanterie-Regiments in Ingolstadt. In der Wehrmacht führte das II. Bataillon des Infanterieregiments 63 in Ingolstadt die Tradition fort.